# Wasbeer
De wasbeer (Procyon lotor) is een roofdier dat van nature voorkomt in Noord-Amerika. Het is een van de grootste soorten uit de familie van de wasberen; een volwassen wasbeer heeft een lichaamslengte van ongeveer 50–60 cm, en weegt meestal tussen de 5 en 12 kg. De wasbeer kenmerkt zich door de spitse snuit, ruige vacht, het zwart-witte gezicht en de geringde staart. Met behulp van zijn gevoelige en behendige voorpoten zoekt hij naar vruchtjes, insecten, visjes, amfibieën en kleine zoogdieren.
De wasbeer is overwegend 's nachts actief. De soort leeft voornamelijk in waterrijke, gematigde loofbossen, maar heeft zich goed kunnen aanpassen aan andere omgevingen, zoals bergstreken, draslanden en moerassen. Ook in bewoonde gebieden laat hij zich regelmatig zien, waar hij soms voor overlast zorgt. Het leervermogen van wasberen is groot en ze zijn in staat eerder opgedane ervaringen te benutten om nieuwe problemen op te lossen. Ervaringen kunnen ook doorgegeven worden aan soortgenoten of aan een volgende generatie.
Hoewel de wasbeer bekendstaat als een solitaire soort, leven sommige individuen in kleine familiegroepen. Mannetjes gedragen zich vaak territoriaal. De soort komt buiten Noord-Amerika ook voor als exoot in delen van Europa. Sinds 2016 staat de wasbeer in de Europese Unie op de lijst van invasieve soorten. Dit betekent dat de wasbeer niet langer in de Europese Unie mag worden gehouden, ingevoerd of vrijgelaten in de natuur.

## Beschrijving
Wasberen zijn direct herkenbaar aan hun karakteristieke zwart-met-witte gezichtsmasker en de ruige, zwartgeringde staart. Het aantal ringen is meestal vijf. Het masker valt extra op door de grijze strepen die erboven en onder lopen. Verder heeft de wasbeer een brede kop met een spitse snuit, korte, afgeronde oren, een gedrongen lichaamsbouw en lange poten. De lange, dikke vacht varieert in kleur van grijsachtig bruin tot donkergrijs. De tenen van de poten zijn vrij lang en kunnen wijd uitgespreid worden. De nagels zijn niet intrekbaar.
Hij heeft een kop-romplengte van 60 tot 100 cm, een schouderhoogte van 30 tot 35 cm, een lichaamsgewicht van 3 tot 15 kg en een staartlengte van 20 tot 40 cm.

## Leefwijze
Wasberen leven solitair of in kleine familiegroepen. De dieren hebben een activiteitsgebied, waarbij de woongebieden van verscheidene dieren meestal overlappen. Mannetjes gedragen zich soms territoriaal. De woongebieden van mannetjes overlappen daarentegen nauwelijks met elkaar. Meestal overlapt het woongebied van een mannetje met één tot drie vrouwtjes. Onverwachte ontmoetingen tussen alleen levende dieren gaan gepaard met veel gegrom en met dreiggedrag. Onverwante dieren mijden elkaar in het algemeen.
Ze zijn vooral 's nachts actief, maar soms komen wasberen ook overdag tevoorschijn en ze zijn regelmatig in de schemering aan te treffen. Een wasbeer gebruikt meerdere verblijfplaatsen. Meestal slaapt de wasbeer overdag in ondergrondse holen, boomholten of verlaten vogelnesten, soms op aanzienlijke hoogte. Ook verlaten holen, omgevallen bomen en ruimtes tussen rotsen worden gebruikt en zelfs in riolen en schoorstenen brengen ze de dag door. Soms neemt hij overdag liggend op een boomtak een zonnebad. Meestal gebruikt maar één wasbeer een verblijfplaats, met uitzondering van vrouwtjes met hun jongen.
Wasberen houden geen winterslaap, maar raken wel inactief bij te slecht of te koud weer (bijvoorbeeld als het vriest). Als de zon schijnt komen ze echter tevoorschijn. Dit wordt soms wel een winterrust genoemd.
De dieren in noordelijke populaties hebben langere, dikkere vachten, grotere worpen en een groter gewicht in vergelijking met andere dieren. Ook zijn de mannetjes territorialer.
De wasbeer beweegt zich voort in een langzame gang met de kop laag bij de grond, de rug gekromd en de staart laag. Toch kan hij, als het nodig is, zeer hard rennen. De wasbeer is ook een zeer goede zwemmer en klimmer. Tijdens het zwemmen blijft de kop boven water en wordt de staart gebruikt als roer.
Reuk- en tastzin zijn goed ontwikkeld en helpen hem bij zijn zoektocht naar voedsel. Met behulp van de gevoelige voorpoten voelt de wasbeer in ondiep water onder stenen en in de modder of er zich voedsel bevindt. Ook brengt hij voedsel in zijn voorpoten naar het water, waar hij het kneedt en omkeert, om oneetbare delen uit het voedsel te verwijderen. Vroeger werd dit gedrag ten onrechte aangezien voor het wassen van zijn voedsel. Hierdoor is de wasbeer aan zijn naam gekomen.
In normale omstandigheden zijn wasberen vrij schuw, maar in door de mens bewoonde gebieden kunnen ze vrij brutaal worden. De dieren vertonen zich nogal eens in de buurt van voorsteden, boerderijen en stadsparken, waar de wasberen tussen de vuilnisbakken scharrelen, binnendringen in de hokken van pluimvee en plantages plunderen.

### Voedsel
De wasbeer is niet kieskeurig wat betreft zijn voedsel en een echte omnivoor. Het voedsel wordt grotendeels nabij water gezocht. Vooral kleine dieren, waaronder wormen, schaaldieren als rivierkreeften, weekdieren, amfibieën als kikkers, kleine zoogdieren tot de grootte van een haas, hagedissen, vissen, insectenlarven en zelfs slangen staan op het menu. Verder haalt de wasbeer vogel- en schildpadnesten leeg, waarbij hij de eieren en jongen verorbert. Ook is hij dol op vruchten als appels en pruimen, bessen, maïs, aardappels, noten als eikels en granen. Daarnaast voedt de wasbeer zich ook met aas en eetbaar afval. Met hun voorpoten kunnen ze voedsel dragen. Ook gebruiken wasberen hun voorpoten om voedsel in water te bemachtigen. Wasberen wassen hun voedsel om gifstoffen te verwijderen en hard voedsel weker te maken. De wasbeer is geen echte jager en grote prooien zijn daarom een zeldzaamheid.

### Voortplanting
De paartijd is van januari tot begin februari. Na een draagtijd van 60 tot 73 dagen worden er meestal vier of vijf jongen (maar variërend van drie tot zeven) geboren van maart tot mei. Ook worden er in het begin van de zomer weleens jongen geboren. Een vrouwtje dat een pasgeboren nest verliest, wordt vrij snel opnieuw loops. De jongen worden geboren in een hooggelegen boomholte.
Als de moeder ze wil verplaatsen draagt ze haar jongen bij hun nekvel. Bij gevaar vluchten de jongen snel in een boom en worden ze fel verdedigd door hun moeder. Na een week of tien maken de jongen kleine tochtjes met de moeder en een week later verhuizen de jongen voor de eerste keer naar nieuwe holen. Na anderhalf tot vier maanden worden de jongen gespeend.
Gewoonlijk blijven de jongen bij de moeder tot in de herfst, maar bij schaarste aan goede schuilplaatsen brengen ze soms nog samen de winter door in hetzelfde hol. Na één jaar zijn de jongen geslachtsrijp.

### Bedreiging
Een wasbeer kan in het wild tot zestien jaar oud worden, maar de meeste dieren halen de zeven jaar niet. In gevangenschap worden ze maximaal twintig jaar oud. De meeste wasberen sterven aan menselijke activiteiten als jacht en vergiftiging. Ook auto-ongelukken eisen veel slachtoffers. Van september tot december is in Noord-Amerika het jachtseizoen, waarbij zo'n vier miljoen wasberen worden geschoten. Ook honger (in de winter), parasieten en ziekten zijn belangrijke factoren. Jonge wasberen vallen vaak ten prooi aan roofdieren als poema, rode lynx, coyote, Amerikaanse oehoe en steenarend.

## Verspreiding en leefgebied
Wasberen komen voor van Canada tot Panama. De wasbeer heeft een groot aanpassingsvermogen en bewoont daardoor een groot aantal biotopen, maar zijn voorkeur gaat toch uit naar bosrijke gebieden, voornamelijk loofwouden, met meren en waterstroompjes. In Costa Rica en Panama, waar de wasbeer samen voorkomt met de krabbenetende wasbeer (Procyon cancrivorus), leeft de wasbeer vooral in mangrovebossen terwijl de krabbenetende wasbeer voorkomt in de zoetwatergebieden. Daarnaast leeft de wasbeer ook in stedelijke gebieden, kuststreken en berggebieden tot 2500 meter hoogte.

### Invasieve exoot
De wasbeer werd sinds 1934 ingevoerd in Rusland en Duitsland voor de jacht. Sindsdien heeft de soort zich als exoot over het continent verspreid, waaronder in Frankrijk, Zwitserland, Slowakije, Polen, Hongarije, Denemarken, Nederland en België. Ook rondom Madrid is een kleine populatie te vinden. Ten slotte komt de wasbeer ook in Japan voor.
Sinds 2016 staat deze soort op de lijst van de Europese Unie van invasieve exoten die zorgwekkend zijn Dit betekent dat de wasbeer niet langer in de Europese Unie mag worden gehouden, ingevoerd, vervoerd, gecommercialiseerd, gekweekt, gebruikt, uitgewisseld of vrijgelaten in de natuur. Verder geldt voor lidstaten de plicht om in de natuur aanwezige populaties te proberen verwijderen, of als dat niet lukt, zodanig te beheren dat verspreiding en schade zoveel mogelijk wordt voorkomen.

## Ziekteverspreider
In veel van de landen waar hij als exoot voorkomt wordt hij bestreden. In Europa wordt hij als een invasieve soort beschouwd en is het een potentiële verspreider van infectieziektes, zoals rabiës, en parasieten. Naar de ernst van deze dreigingen is nog weinig onderzoek gedaan. Wel is al bekend dat de wasbeer een belangrijke gastheer is van de zogenaamde 'wasbeerworm' (Baylisascaris procyonis) die bij de mens, wanneer geïnfecteerd, ernstige complicaties kan veroorzaken.

## Galerij

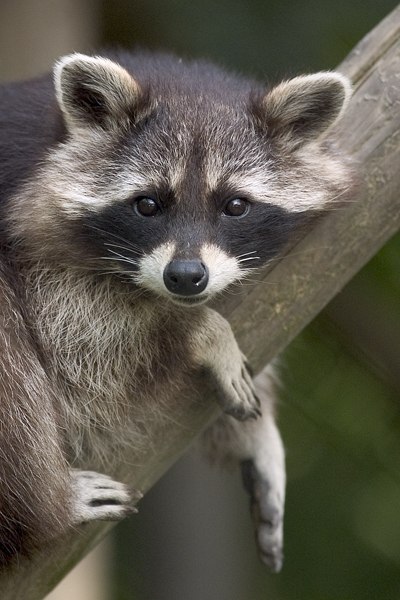
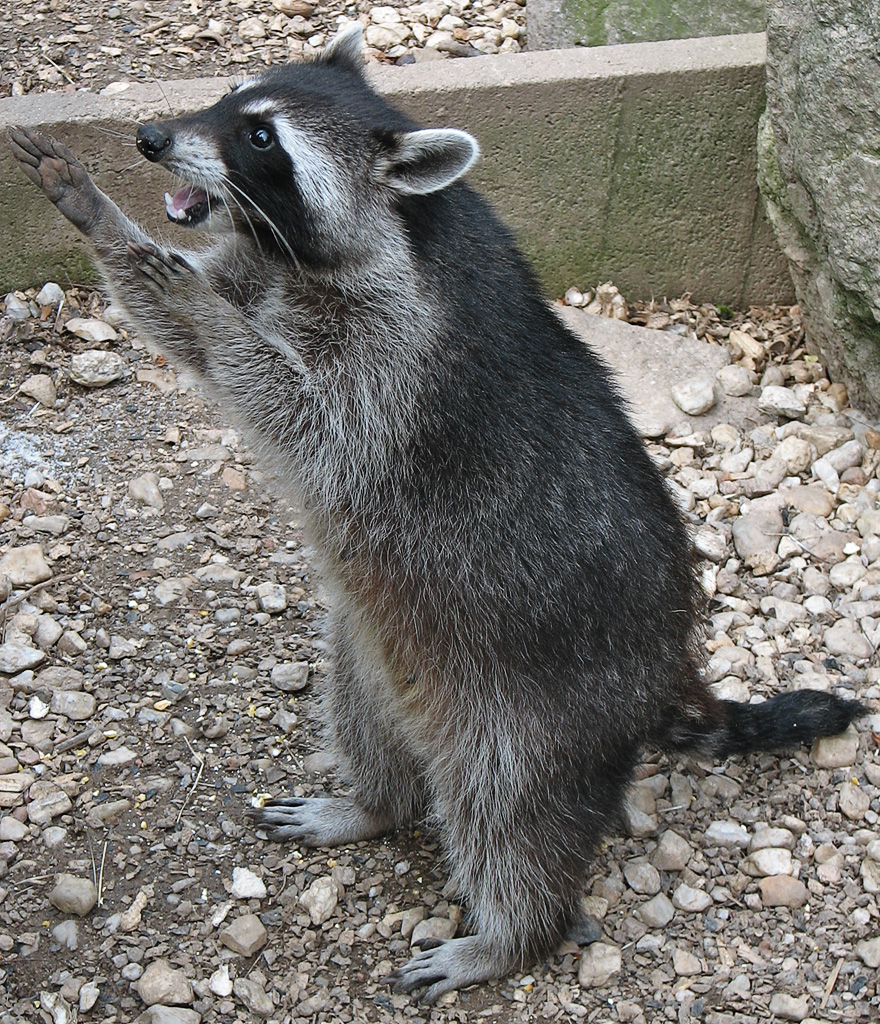